# Rhea Perlman
Rhea Jo Perlman (Brooklyn, 31 de março de 1948) é uma atriz e roteirista norte-americana. Ficou conhecida pelo papel da garçonete Carla Tortelli na série Cheers, pela qual foi indicada a 10 prêmios Emmy, vencendo 4 deles. Ela também foi indicada 6 vezes ao Globo de Ouro de melhor atriz coadjuvante em televisão.

## Vida pessoal

Rhea e o marido Danny DeVito em 2006

Perlman conheceu o ator Danny DeVito em 17 de janeiro de 1971, quando foi assistir a uma peça de teatro de uma amiga, na qual DeVito também atuava. Eles foram morar juntos duas semanas após se conhecerem e oficializaram a união em 28 de janeiro de 1982.  O casal teve três filhos: Lucy Chet DeVito (março de 1983), Grace Fan DeVito (março de 1985) e Jacob Daniel DeVito (outubro de 1987). Divorciaram-se em 2012, porém em março de 2013, foi relatado que eles haviam se reconciliado. Em 2017, o casal se separou novamente em termos amigáveis e sem a intenção de pedirem o divórcio. Em entrevistas, tanto Perlman, quanto DeVito, afirmam serem muito amigos, mesmo não morando mais juntos. Rhea é judia e simpatizante do Partido Democrata.